# Здание страхового общества (Вологда)
Здание страхового общества — двухэтажный большой особняк начала XX века постройки на пересечение улиц Марии Ульяновой и Козлёнской в городе Вологде Вологодской области. Памятник истории и культуры регионального значения. В настоящее время здание используется Вологодской областной детской библиотекой.

## История
Здание возведено для нужд Вологодского страхового общества. 14 октября 1905 года было принято решение о начале проектирования здания. По проекту инженера Альберти к ноябрю 1908 года был построен двухэтажный особняк на углу Афанасьевской и Большой Козленской улиц. Первый этаж стал использоваться Вологодской городской управой, которая разместила классные комнаты для приходского училища. Второй этаж заняли помещения страхового управления и зал для общих собраний.
В этом строении находился лучший концертный зал, в котором проводились концерты в том числе гастроли известных музыкантов того времени. Свои выступления здесь проводили: певица Анастасия Дмитриевна Вяльцева, исполнитель цыганских песен Юрий Морфесси, поэт Константин Бальмонт. Традицией стала организация студенческих вечеров. Здесь же состоялось в 1912 году голосование на выборах в IV Государственную Думу.
17 мая 1914 года в строении была открыта первая в Вологде детская библиотека имени Михаила Аполлоновича Скородумова.
15 сентября 1914 года был организован лазарет для раненых воинов, который разместился на первом этаже здания, в бывших классных комнатах. До октября 1915 года больница приняла на лечение 422 человек. Она действовала до 1 января 1918 года.
После революции в этом здании проводились новогодние елки для детей, а в годы гражданской войны вновь была размещена больница. С 1926 года здесь обосновался штаб пионерии Вологодской губернии, позже в помещении работали губком и горком партии.
С 1972 до 2001 годы в помещениях здания были размещены учебные классы инженерно-строительного факультета Вологодского политехнического института (ныне Вологодский государственный университет).

## Архитектура
Двухэтажное кирпичное строение с железной вальмовой кровлей. Основные габариты здания 32х31. Имеется три входа: главный - со стороны улицы Марии Ульяновой, два других - со стороны двора. В северо-западной части дома, которая выходит фасадом на улицу Марии Ульяновой, расположились два больших зала, в юго-восточной части, которая отделена лестничной клеткой, также находятся два больших помещения.
Простой и лаконичный декор фасада, который венчает карниз на консолях, также состоит из членящих фасад плоских лопаток и аттики. Фасады покрашены в зеленый цвет с белыми деталями.
Здание интересно, что представляет образец модерна в Вологде. Выразительно общее объемное построение дома со срезанным углом и эркером.

## Современное состояние
Основываясь на распоряжение губернатора Вологодской области от 2 августа 2000 года особняк перешёл в распоряжение областной универсальной научной библиотеки. Сразу же была разработана проектно-сметная документация. Университет освободил здание и в течение трех лет проводились ремонтные и реставрационные работы.
28 мая 2004 года было проведено открытие нового здания Вологодской областной библиотеки. В церемонии принял участие губернатор Вологодской области В.Е. Позгалев, мэр города Вологды А.С. Якуничев. 
В 2023 году в соответствии с указаниями губернатора области Олега Кувшинникова архитектурное сооружение было передано в оперативное управление Вологодской областной детской библиотеки.

## Документы
Решение от 08.10.1991 г. № 434 г. Вологда. «О постановке под государственную охрану памятников истории и культуры».